# Percy Lavon Julian
Percy Lavon Julian (* 11. April 1899 in Montgomery, Alabama; † 21. April 1975 in Waukegan, Illinois) war ein Chemiker und Bürgerrechtler. Er war der erste Chemiker und der zweite Afroamerikaner, der in die National Academy of Sciences aufgenommen wurde.
Als Chemiker erwarb er sich große Verdienste auf dem Gebiet der Naturstoffchemie. So gelang ihm und seiner Forschungsgruppe 1935, den raren Wirkstoff Physostigmin, ein Antidot des Hyoscyamins, synthetisch herzustellen. Diese chemische Verbindung wurde damals zur medizinischen Behandlung von grünem Star eingesetzt und konnte zu diesem Zeitpunkt nur aus der Calabar-Bohne gewonnen werden. 1949 waren seine Bestrebungen erfolgreich, das Steroid Hydrocortison synthetisch herzustellen.

## Lebenslauf
Um eine College-Ausbildung zu beginnen, zog Percy Lavon Julian, Enkel eines ehemaligen Sklaven, im Jahr 1916 in den US-Bundesstaat Indiana. Dort besuchte er die DePauw University. Aufgrund der schlechten öffentlichen Ausbildung für Afroamerikaner in seiner Heimat Alabama musste er zahlreiche Nachholkurse belegen. Dieses hinderte ihn jedoch nicht, die Chemieausbildung mit Auszeichnung abzuschließen.
Seine Hautfarbe bewog seine Lehrer, ihm von einer wissenschaftlichen Laufbahn abzuraten. So verdingte sich Julian zunächst zwei Jahre als Chemielehrer. Trotz aller Widerstände ging er danach nach Harvard und studierte die Studiengänge Biophysik und Organische Chemie, die er 1923 mit dem Master abschloss. Eine weitere Anstellung blieb ihm jedoch verwehrt, bis er 1929 ein Stipendium von der Rockefeller Foundation für die Promotion erhielt, die er 1931 bei Ernst Späth an der Universität Wien abschloss. In den Jahren bis 1932 legte er seinen Schwerpunkt auf die Naturstoffchemie.
Trotz der Schwierigkeiten an der DePauw University ging Julian anschließend wieder dorthin zurück, um ein Forschungsprogramm für Studenten der Organischen Chemie zu leiten. In der Zeit bis 1935 arbeitete er an der Synthese des Physostigmins, die ihm schließlich auch gelang und internationale Anerkennung brachte. Dennoch wurde ihm eine Professur vom Kuratorium der Universität verwehrt.
Die Zeit an der DePauw University war damit für Julian beendet. Er ging in die Industrie, zur Glidden Company nach Chicago, wo er Forschungsleiter wurde. Nach 1948 beschäftigte er sich mit Gelenkrheumatismus und dessen Behandlung. Im Rahmen seiner Arbeiten gelang ihm die Synthese eines Wirkstoffs, der dadurch besser verfügbar wurde und in der Folge die Rheuma-Therapie bezahlbarer machte: Hydrocortison.
Julian meldete in den Folgejahren zahlreiche Patente an und war an der Gründung von zwei Forschungsorganisationen beteiligt. 1953 gründete er das Unternehmen Julian Laboratories, das er 1961 für über 2 Millionen Dollar verkaufte. Später gründete er die  gemeinnützige Forschungsorganisation Julian Research Institute. Julian war bis zu seinem Tod  1975 als Berater für große Pharmaunternehmen tätig.
1973 wurde er sowohl in die American Academy of Arts and Sciences als auch in die National Academy of Sciences aufgenommen. Mit der DePauw University blieb er trotz aller Widrigkeiten verbunden. Wenige Jahre vor seinem Tod 1975 wurde er Mitglied des Kuratoriums dieser Universität.
Julian war mit der Soziologin Anna Johnson Julian verheiratet, mit der er zwei Kinder bekam.

## Ehrungen
- 1999 wurde eine Gedenktafel als National Historic Chemical Landmark für Julians Synthese von Physostigmin im Percy L. Julian Science & Mathematics Center der DePauw University aufgestellt.[5]
- 2019 wurde ein Asteroid nach ihm benannt: (5622) Percyjulian.